# (110) Lydia
(110) Lydia – planetoida z pasa głównego planetoid.

## Odkrycie
Została odkryta 19 kwietnia 1870 roku w Marsylii przez Alphonse’a Borrelly’ego. Nazwa planetoidy pochodzi od Lidii, starożytnego państwa w zachodniej Azji Mniejszej.

## Orbita
(110) Lydia okrąża Słońce w ciągu 4 lat i 190 dni w średniej odległości 2,73 j.a. Od Lydii wzięła nazwę rodzina planetoidy Lydia.